# B.ジェニー
B.ジェニー（B. Jenet、本名ジェニー・バーン）はSNK（SNKプレイモア）の対戦型格闘ゲーム『餓狼 MARK OF THE WOLVES』などに登場する架空の人物。

## 概要
グラマラスなブロンド美女。上半身の露出度が高いロングドレスを着用している。飄々とした性格で、語尾に「〜よねん」などがつく。世界有数の財閥・バーン家の一人娘であるが、生きている実感が欲しくて世間を驚かせたいと考えるようになり、義賊「リーリンナイツ」を結成して世界中を旅している。
大人の色香を感じさせ、男を手玉に取るのが上手いかのようなイメージがあり、本人もそのような言動をよくするが、その本質はいわゆる「悪女」とはほど遠い、純粋さを持った女性である。『餓狼 MARK OF THE WOLVES』（以下『餓狼MOW』と表記）のエンディングでも、対戦相手のカイン・R・ハインラインに「一見軽薄なように見えるが、澄んだ瞳をしている」という旨の評価を受けている。カインは続いて「そんな目をするな…誰かを想いだすではないか…」とも言っており、カインの姉のかつての表情と少しだけ重ね合わせて彼女を見ていたことも窺える。
『餓狼MOW』の勝利メッセージによると、テリー・ボガードは初恋の人で、北斗丸のことは可愛いと思ってるが北斗丸自身はジェニーの事が苦手。逆にジェニーの服を傷付けたフリーマンとジェニーが義賊で警察官が苦手な事からケビン・ライアンは嫌ってる。
『餓狼伝説 City of the Wolves』（以下『餓狼CotWと表記』）では前KOFで面識を持つ事になったカインとグラントに思う所が有り珍しくサウスタウンに留まっていた。言葉に出来ない引っ掛かりを感じていた所に格闘大会KOF開催を知り、「あの2人に文句を言ってやろう」とKOFに参加。

### 客演作品
『ザ・キング・オブ・ファイターズ』（以下『KOF』と表記）シリーズでは、『KOF XI』にて初登場する。『KOF XI』では牙刀には「あなたの父親の情報を知っている。」と言い、グリフォンマスクには「あなたのファンです。」と称して、チームメンバーに誘っている。なお、『KOF XIII』及び『KOF XIV』では参加していないが、同2作品の女性格闘家チームのエンディングで女性格闘家チームのメンバーと、同2作品の大会では不参加だった女性格闘家達（一部の女性格闘家は除く）と一緒にパオパオカフェに来店している。DLCキャラクターとして再参戦となった『KOF XV』では牙刀とロック・ハワードをチームメンバーに誘っている。
『KOF MAXIMUM IMPACT』（以下『KOF MI』と表記）シリーズにも『MAXIMUM IMPACT 2』（以下『KOF MI2』と表記）と『MAXIMUM IMPACT Regulation "A"』（以下『KOF MIA』と表記）に登場し、『MI2』の本人のバックストーリーではバーン家の令嬢としての一面が描かれている。
恋愛ゲーム『Days of Memories』シリーズの『Days of Memories 〜僕と彼女の熱い夏〜』ではヒロインの1人として登場している。本作では日本に留学してきた大学生で、主人公の通う高校の教育実習生という設定である。また、「リーリンナイツ」は彼女がボーカルを務めるバンドという形で登場する。

## 各種技の解説

### 通常投げ
バイバイプー
通常投げ。平手撃ちのあと、蹴り飛ばす。
フォーリンクラッシュ
空中投げ。空中で掴んだ相手の身体を地面に叩き付け、回転踏み付けによる追撃を行う。

### 特殊技
スーパージャンプ
通常のジャンプの倍ほどの距離を移動できる。空中ジャストディフェンスができない。
近立A・A・A
平手打ち3連発のコンビネーション。
遠立C・C
左右平手打ちのコンビネーション。
垂直ジャンプD・A
ジャンプキックからパンチのコンビネーション。使用機会に乏しい。
アフターバーナー
『CotW』からの技。

### 必殺技
クレイジーイワン
横に回転して、ドレスの裾をぶつける。
ガルフトマホーク
中段判定の跳びカカト落とし。
『餓狼MOW』『餓狼CotW』では「ガルフトマホーク」と表記されており、『KOF XI』や『KOF MI2』では技名が「ガフルトマホーク」となっていたが、『KOF MIA』では「ガルフトマホーク」に戻っている。
ディ・ハインド
突進して、ドレスの裾で攻撃。ブレーキング対応。ブレーキングすると浮いた相手に空中追撃可能。
『KOF MI』シリーズでは、突進後の攻撃が腕を広げて回転するという動作に変更された。
バッフルズ
風のようなものを起こす飛び道具。飛び道具としては、射程は短いが、多段ヒットする。
ハリア・ビー
空中での多段蹴り。ジャンプの軌道を変えたり、バックステップから出したりと用途の広い技。
シークレットマドモアゼル
『餓狼CotW』からの技。投げキッスで挑発し、ヒップアタックで反撃する「アンニュイマドモアゼル」の類似技。REVアーツ版は追加入力で反撃を単発で出すことが可能。

### TOPアタック・REVブロウ
ローリングサンダー
バク宙蹴り。ヒットするとカカト蹴りで追撃する。『KOF MI』シリーズではスタイリッシュアーツの一部に名残が見られる。
ドレスカーペット
『餓狼CotW』の空中REVブロウ。ドレスのスカートを広げながら下に向けて振り下ろす。

### 超必殺技&潜在能力＆ヒドゥンギア
メニメニトーピードゥ
横っ飛びで無数の魚雷の形に見える蹴りを繰り出す。潜在能力版は錐揉み回転する。
『KOF MI』シリーズでは魚雷のエフェクトは出ない。
オーロラ
回転・上昇しつつドレスの裾で連続攻撃し、最後に投げキッスでハート型の飛び道具を飛ばす。
『KOF MI』シリーズでは上昇攻撃が腕を広げて回転する動作になっている。
エンジェルハート
『KOF MIA』から使用する技。空中から投げキッスでハートを飛ばす。
アンニュイ・マドモワゼル
ハイヒールを脱いで手に持ち、何度も殴り、最後に打ち上げる。『餓狼MOW』ではジャストディフェンスをキャンセルしないと出せない技だったが、『KOF XI』と『KOF MI』シリーズでは当て身打ち技に変更された（『KOF XI』ではドリームキャンセルすると性能が変わり、すぐさま直接攻撃に移る）。
JB-12
『餓狼CotW』のヒドゥンギア。蹴り上げから「ハリア・ビー」からニードロップで相手を叩き落とし、魚雷型の爆弾を投げて追い討ちを決める。

## 登場作品
- 餓狼 MARK OF THE WOLVES
- THE KING OF FIGHTERS XI
- THE KING OF FIGHTERS XV
- KOF MAXIMUM IMPACTシリーズ
  - KOF MAXIMUM IMPACT 2（隠しキャラクターとして）
  - KOF MAXIMUM IMPACT Regulation "A"
- Days of Memories 〜僕と彼女の熱い夏〜
- 餓狼伝説 City of the Wolves[4]

## 担当声優
- 斉藤レイ（『餓狼MOW』、『KOF』シリーズ〈『XI』から『ALLSTAR』[5]まで〉）
- 小松未可子（『KOF XV』[6]、『餓狼CotW』[4]）

## 関連人物
- ロック・ハワード - 『KOF XV』のチームメイト
- テリー・ボガード - 初恋の人
- 牙刀 - 『KOF XI』『KOF XV』のチームメイト
- グリフォンマスク - 『KOF XI』のチームメイト
- グラント - 『餓狼MOW』以降面識を持つ事になり気に掛ける様になる
- カイン・R・ハインライン - 『餓狼MOW』以降面識を持つ事になり気に掛ける様になる
- 不知火舞 - ライバル関係